# Docteur Jekyll et Mister Hyde (film, 1931)
Pour les articles homonymes, voir Docteur Jekyll et Mister Hyde.
Pour plus de détails, voir Fiche technique et Distribution.
Docteur Jekyll et Mister Hyde (titre original : Dr. Jekyll and Mr. Hyde) est un film d'horreur et science-fiction américain sorti en 1931, réalisé par Rouben Mamoulian et produit par Adolph Zukor pour la Paramount Pictures. Cette première adaptation pour le cinéma parlant du célèbre roman de Robert Louis Stevenson, aux fortes connotations érotiques, contribue à fixer durablement l'image hollywoodienne du mythe du médecin honorable progressivement submergé par son double aux pulsions incontrôlables. Elle est également l'occasion pour son réalisateur de se livrer à des expérimentations formelles audacieuses et permet à son acteur principal de remporter le prix d'interprétation aux Oscars du cinéma de 1932.

## Synopsis
Londres, fin du XIXe siècle. Henry Jekyll est un jeune homme brillant et charismatique, médecin dont les théories iconoclastes fascinent ses étudiants, même si ses confrères plus âgés (au premier rang desquels son ami le docteur Lanyon) déplorent ses excentricités. C'est ainsi qu'il fait sensation le jour où il annonce, au cours d'une conférence à l'université, qu'il a découvert le moyen de séparer l'une de l'autre les deux tendances antagonistes présentes en tout être humain : celle qui l'attire vers les aspirations les plus nobles et les plus élevées, et celle qui le pousse à satisfaire les pulsions les plus basses et les plus terrestres.
Jekyll n'en reste pas moins un homme unanimement respecté pour son dévouement envers les indigents et tendrement aimé par sa fiancée, Muriel. Mais le père de celle-ci, le général Carew, voit d'un mauvais œil l'empressement de Jekyll à épouser sa fille, impatience qu'il juge inconvenante.

Un soir qu'il sort de chez son futur beau-père accompagné du docteur Lanyon, Jekyll porte secours à une prostituée qui est agressée en pleine rue. Il raccompagne la jeune femme, Ivy, chez elle, et l'examine. Elle s'offre alors à lui, mais l'irruption opportune de Lanyon dans l'appartement empêche Jekyll de succomber à la tentation. La vision de la jambe dénudée d'Ivy, pendant nonchalamment hors du lit, poursuit néanmoins Jekyll alors qu'il rentre chez lui.
Le général Carew se rend en voyage à Bath, accompagné de sa fille. Exaspéré à l'idée d'être séparé de sa fiancée pendant un mois, Jekyll se décide à expérimenter sur lui-même la potion de son invention, qui doit lui permettre de se libérer de ses impatients désirs. Il se transforme alors en une créature à l'aspect vaguement simiesque, qu'il baptise Hyde. C'est sous cette apparence qu'il retrouve Ivy, dont il parvient à faire sa maîtresse grâce à l'argent qu'il lui offre et à la terreur qu'il lui inspire. Hyde se montre un amant sadique, qui se plaît à battre et à humilier la jeune femme.
Le retour de Muriel semble marquer la fin du calvaire d'Ivy : Jekyll a décidé en effet de ne plus se transformer en Hyde, et il réussit à obtenir du général Carew qu'il avance la date fixée pour son mariage. Malheureusement, alors qu'il se repose dans un parc, Jekyll se transforme inopinément en Hyde, sans avoir pris de potion. Ce dernier se rend chez Ivy, à qui il avoue son secret, avant d'étrangler la jeune femme.
Il ne reste plus alors à Jekyll, devenu un meurtrier, et qui ne contrôle plus ses transformations, qu'à aller faire ses adieux à Muriel, qu'il n'est plus question d'épouser. Mais après cette entrevue, Jekyll se transforme à nouveau en Hyde, et pénètre à nouveau chez les Carew, où il tente d'abuser de Muriel. Mis en fuite par le père de celle-ci et par leur domestique, Hyde se réfugie dans le laboratoire du docteur Jekyll. Assailli par la police, dénoncé par Lanyon à qui il avait dû confier son secret, Hyde est abattu alors qu'il tente de s'enfuir et reprend l'apparence de Jekyll peu après avoir été tué.

## Fiche technique

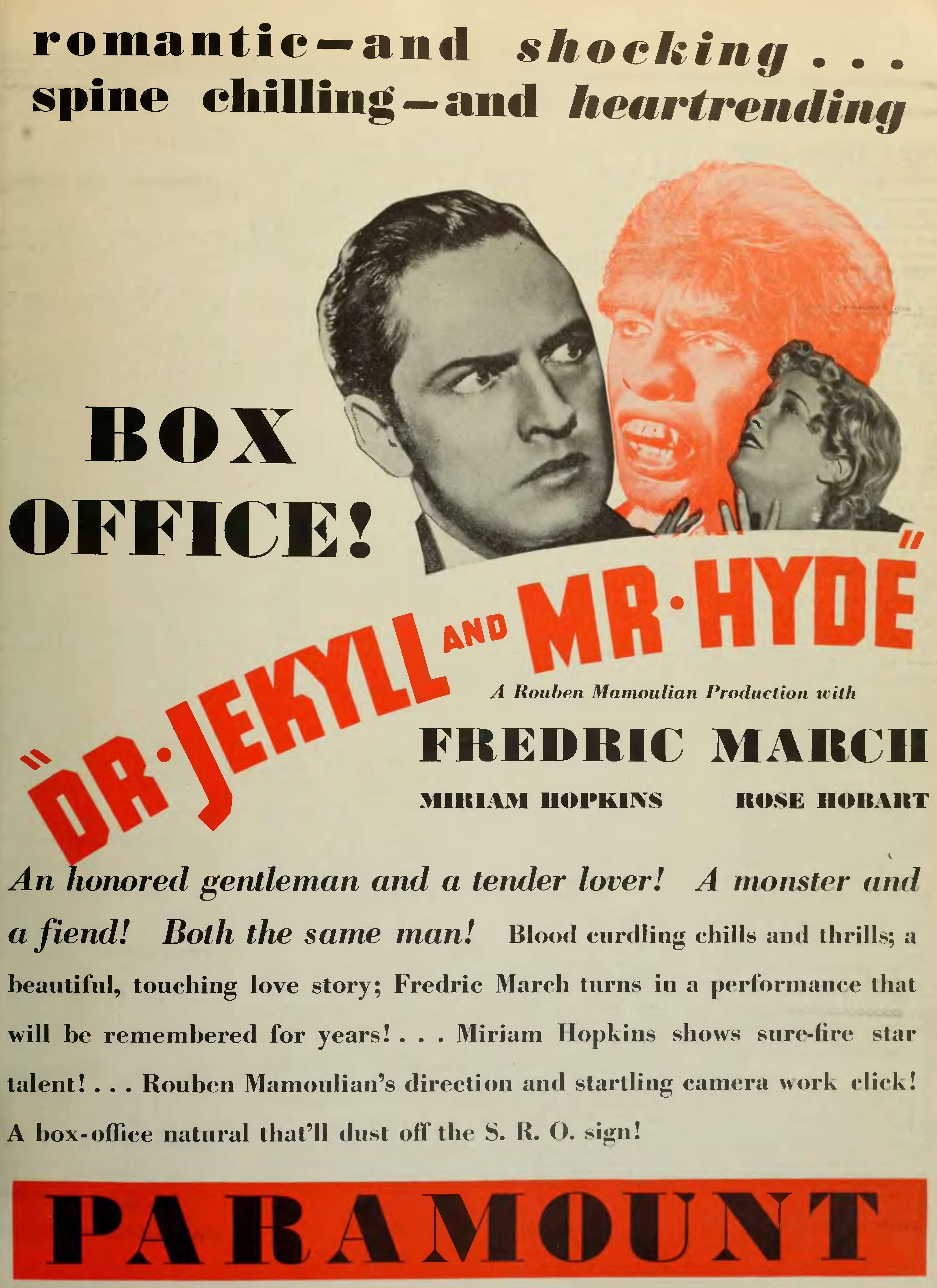
Annonce pour le film parue dans le magazine Film Daily.

- Titre : Docteur Jekyll et Mister Hyde
- Titre original : Dr. Jekyll and Mr. Hyde
- Réalisation : Rouben Mamoulian
- Scénario : Samuel Hoffenstein et Percy Heath, d'après le roman court de Robert Louis Stevenson : L'Étrange Cas du docteur Jekyll et de mister Hyde
- Production : Paramount Pictures
- Musique : Herman Hand
- Photographie et effets spéciaux : Karl Struss
- Maquillage : Wally Westmore
- Montage : William Shea
- Pays de production :  États-Unis
- Format : noir et blanc - 1,37:1 - son mono - 35 mm
- Genre : horreur et science-fiction
- Durée : 95 minutes
- Dates de sortie : 
  - États-Unis : 
    - 31 décembre 1931 (première mondiale à New York)
    - 2 janvier 1932 (première à Los Angeles)
    - 3 janvier 1932 (sortie nationale)
- Affiche : René Péron (France)

## Distribution

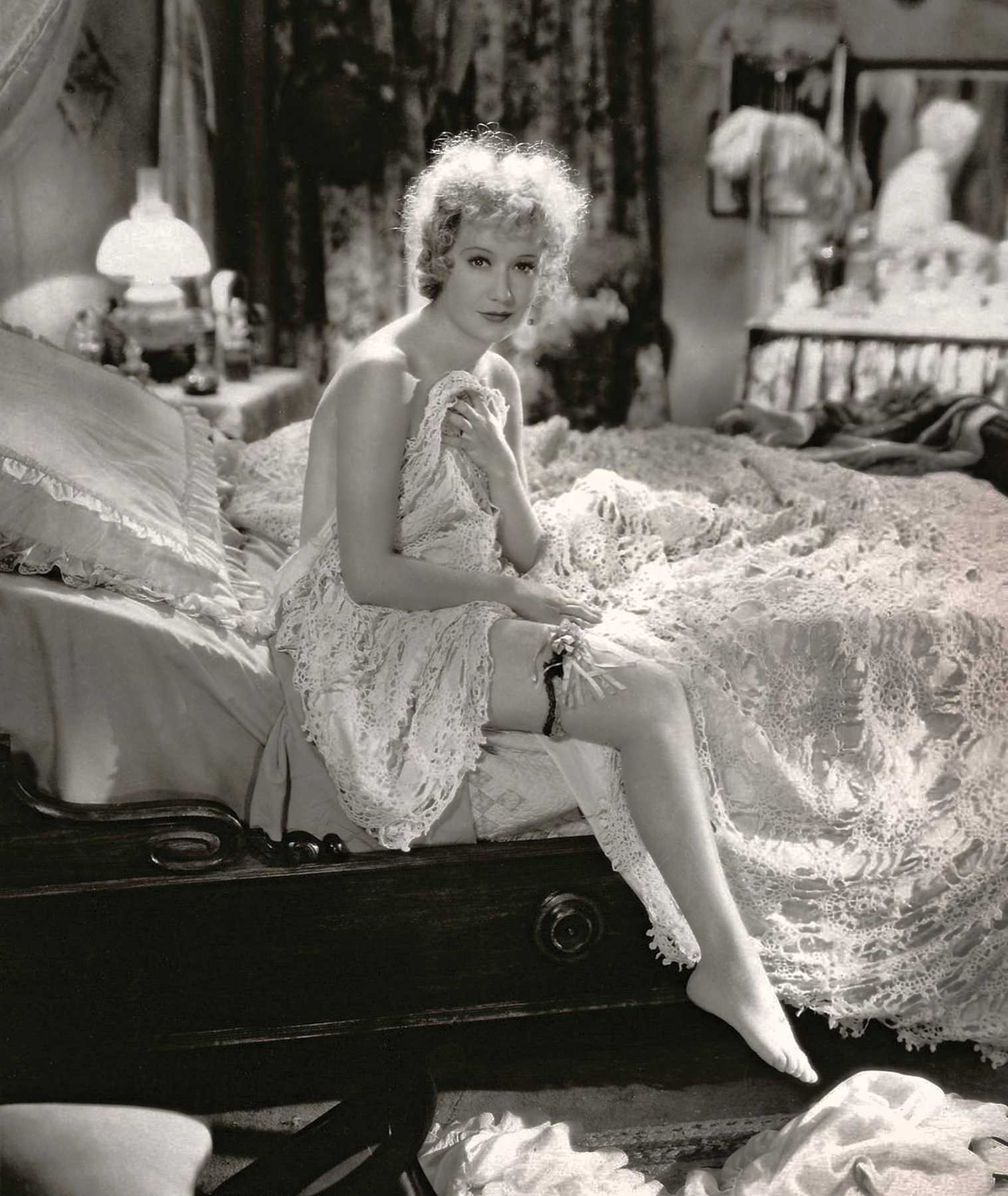
Miriam Hopkins dans une scène du film.

- Fredric March (VF : Marc Valbel) : Dr. Henry Jekyll / Mr. Hyde
- Miriam Hopkins : Ivy Pearson
- Rose Hobart : Muriel Carew
- Holmes Herbert : Dr. Lanyon
- Halliwell Hobbes : le brigadier général Carew
- Edgar Norton : Poole
- Tempe Pigott : Mme Hawkins
- Douglas Walton : un étudiant blond (non crédité)

## Éléments d'analyse

### Innovations formelles
Docteur Jekyll et Mister Hyde est le troisième film du cinéaste Rouben Mamoulian, qui s'était tout d'abord fait connaître à Broadway comme metteur en scène de théâtre avant de s'établir à Hollywood où il s'affirme comme l'un des réalisateurs les plus novateurs de sa génération sur le plan de l'esthétique cinématographique : c'est ainsi qu'en 1929, contre la volonté des studios, il impose les mouvements de caméra dans son premier film, Applause.
Avec Docteur Jekyll et Mister Hyde, Mamoulian poursuit ses expérimentations formelles, en inaugurant notamment le travelling subjectif. C'est ainsi que dans les premières minutes du film, la scène est vue à travers le regard du docteur Jekyll, dont on découvre le visage au moment où il passe devant un miroir (le spectateur découvrira Hyde de la même façon). La métamorphose de Jekyll en Hyde est également pour Mamoulian l'occasion d'expérimenter des effets visuels et sonores inédits.
Mamoulian considérait toutefois que, « au cinéma comme en peinture et en sculpture, l'art doit dépasser l'esthétique », estimant que « ce qui se passe à l'écran [...] doit être contrôlé par un point de vue dramatique plutôt que par l'esthétique pure ». C'est pourtant précisément le manque de motivation dramatique de ses recherches esthétiques qui sera plus tard reproché à Rouben Mamoulian : « il y a toujours eu un côté concours Lépine, exposition au Salon des inventeurs chez Mamoulian », écrivent ainsi le critique Jean-Pierre Coursodon et le cinéaste Bertrand Tavernier dans leur ouvrage consacré au cinéma américain, dans lequel ils reprochent au réalisateur de Docteur Jekyll et Mister Hyde d'intégrer dans son film des trouvailles (son début en caméra subjective, l'écran coupé en deux diagonalement à plusieurs reprises) qui « n'apportent rien au récit ».

### L'apport et le rapport au mythe
Cette adaptation de L'Étrange Cas du docteur Jekyll et de mister Hyde, si elle est la première à avoir été réalisée pour le cinéma parlant, est loin de constituer la première tentative pour mettre en images le célèbre roman de Robert Louis Stevenson : une quinzaine de films, dont plusieurs à caractère parodique ont déjà été tournés avant que Rouben Mamoulian ne propose sa vision de la tragique histoire du docteur Jekyll et de son double. La plus fameuse d'entre elles, dont le producteur était déjà Adolph Zukor, est le Docteur Jekyll et Mister Hyde de John S. Robertson (1920), avec John Barrymore dans le rôle-titre.
Mais c'est bien la vision que donne Mamoulian de la double personnalité du médecin londonien et des mobiles qui l'animent qui « a le plus durablement fixé la représentation du mythe » conçu un demi-siècle auparavant par l'auteur de L'Île au trésor et du Maître de Ballantrae.

#### La figure de Hyde
Le Hyde du film de Robertson était « un bossu difforme, entre le diable et Quasimodo. » Mamoulian, quant à lui, préfère lui donner les traits de l'homme de Néandertal, ce qui a pour effet de donner une interprétation significativement différente de la nature du double du docteur Jekyll : celui-ci ne représente plus l'aspect maléfique qui serait présent en tout homme, mais la part d'animalité qu'il porte en lui, animalité qui apparait de plus en plus prégnante à mesure que le film avance, au point que c'est un véritable singe qui fait face aux policiers dans la dernière scène du film.
Paradoxalement, Mamoulian expliquera qu'il n'avait pas voulu décrire un Hyde se bestialisant mais au contraire, dans une certaine mesure du moins, s'humanisant :
« 
Hyde se transforme graduellement d'animal innocent, je ne dirai pas en bête vicieuse car les bêtes ne le sont pas, mais en vicieux monstre humain, un monstre qui fait partie de nous mais que nous contrôlons d'habitude. »
On a pu voir également dans le Hyde de Mamoulian la transposition d'un stéréotype raciste très courant « à une époque où les lynchages sont quotidiens, et provoqués pour la moitié d'entre eux par de prétendus viols de femmes blanches ». Dans ce contexte, explique le spécialiste d'Hollywood Francis Bordat, 
« 
il est difficile que l'apparence de Hyde ne renvoie pas à des traits négroïdes. Consciemment ou non, le film exploite la hantise des croisements de races et l'agression de la femme blanche par le nègre lubrique, bien établie déjà dans l'imaginaire cinématographique américain depuis La Naissance d'une nation, de D. W. Griffith (1915). »
Quoi qu'il en soit, interpréter le rôle de Hyde ne peut qu'être une aubaine pour un comédien, confiera plus tard Mamoulian. En effet, 
« 
Hyde est plus facile à jouer que Jekyll. Quand un interprète peut déchainer ses passions, c'est toujours plus facile [...] On ne peut pas mal jouer un fou parce que la folie n'a pas de logique, et tout ce qu'on fait dans une scène de folie est bon<. »
C'est pourquoi, disait encore Mamoulian, « on ne devrait jamais donner de prix à un acteur ou une actrice pour un rôle de fou ». Le jury des Oscars du cinéma ne devait pas partager ce point de vue, et attribua en 1932 un Oscar à Fredric March pour sa double interprétation de Jekyll et Hyde.

#### La sexualité et sa répression
Jorge Luis Borges faisait remarquer que les réalisateurs qui adaptent L'Étrange Cas du docteur Jekyll et de mister Hyde pour le cinéma commettent toujours l'erreur de faire de Hyde un personnage sensuel, alors que Stevenson n'insiste que sur sa cruauté.
Tel est bien en effet le registre sur lequel se situe le film de Mamoulian : Hyde, mais aussi Jekyll, sont des personnages sensuels et le second ne se libère du premier que parce qu'il est frustré dans l'assouvissement de ses désirs sexuels.
« I don't want to wait any longer, confie Jekyll à Muriel Carew, sa fiancée, I want you to marry me now. » Mais le père de celle-ci se montre intraitable, et l'impatience de son futur gendre lui apparait comme étant indécente : « It isn't done », « cela ne se fait pas », explique-t-il.
Il semble qu'à chaque fois que Jekyll tient une femme dans ses bras, qu'il s'agisse de sa fiancée ou d'une jeune femme rencontrée au hasard d'une rue, la bienséance sociale manifeste sa présence castratrice à travers la figure de l'un de ses représentants (le docteur Lanyon, ou le général Carew par l'intermédiaire de son domestique) : « Il est notable que [ces] deux scènes [dans le jardin avec Muriel ou dans la chambre avec Ivy] se concluent de la même façon, en forme de coitus interruptus », commente Francis Bordat. « Toute la première moitié du film souligne cette répression sociale du désir, à laquelle le personnage du général Carew confère un tour caricatural. »
Selon Mamoulian, c'est pour cela que « l'inspiration originale de Jekyll est noble. Il commence par se rebeller à bon droit contre les étroites conventions de la période victorienne, en particulier contre la morale sexuelle. » Et ce serait pour rester fidèle à son désir pour Muriel malgré les obstacles que met le général Carew à son assouvissement qu'il « a l'idée que s'il peut séparer le côté animal de sa nature, il deviendra entièrement spirituel et bon ».
Cette relecture sexualisée du mythe romanesque trouve son expression la plus achevée dans la scène de la rencontre entre Jekyll et Ivy, scène qui « frappe par la hardiesse de son érotisme ». Et encore, explique Mamoulian, cette scène a été coupée au montage de la version originale : « le début et la fin y sont, mais ce qui manque, c'est son [Ivy] déshabillage progressif sous la couverture ».

## Musique du film
- Toccata et fugue en ré mineur (1708) (Johann Sebastian Bach) (générique)
- Champagne Ivy (chanson), chantée par Miriam Hopkins
- Ich ruf zu dir, Herr Jesu Christ (1713) (Johann Sebastian Bach)
- Fantasiestücke opus 12 (2. Aufschwung) (1837), (Robert Schumann)